# Crematogaster melanogaster
Crematogaster melanogaster är en myrart som beskrevs av Carlo Emery 1895. Crematogaster melanogaster ingår i släktet Crematogaster och familjen myror.

## Underarter
Arten delas in i följande underarter:
- C. m. homonyma
- C. m. melanogaster